# 11395 Iphinous
11395 Iphinous este o planetă minoră (asteroid), cu un diametru de 68,977 km, din Asteroid troian al lui Jupiter. A fost descoperită pe 15 decembrie 1998 la Experimental Test Site⁠(d) de Lincoln Near-Earth Asteroid Research și a fost numită după Iphinous⁠(d). 
Obiectul prezintă o orbită caracterizată de o semiaxă mare de 5,2108236 UAi, o excentricitate de 0,07, o înclinație de 24,14062 ° în raport cu ecliptica.